# Dikemark
Dikemark est un ancien hôpital psychiatrique appartenant à la communune de Asker, en Norvège.
Situé au calme dans un cadre pastoral juste à l'extérieur de la ville, Dikemark était considéré par Oslo comme l'endroit idéal pour un nouvel hôpital psychiatrique à la fin du XXe siècle. Son activité liée au traitement psychiatrique a été éliminée au fil des ans. Aujourd'hui, la plupart des bâtiments sont vides et sont inscrits à la protection du patrimoine.
L'architecte Victor Nordan a presque entièrement construit l’hôpital entre 1902 et 1934.
Ensemble, les bâtiments existants sur le site occupent environ 80 000 m², dont 55 000 m² pour l'hôpital à proprement parler.